# Jouac
Jouac település Franciaországban, Haute-Vienne megyében. Lakosainak száma 189 fő (2022. január 1.). Jouac Bonneuil, Beaulieu, Cromac, Lussac-les-Églises, Saint-Léger-Magnazeix és Saint-Martin-le-Mault községekkel határos.

## Népesség
A település népességének változása:
| Lakosok száma | 192  | 190  | 191  | 181  | 179  | 179  | 176  | 181  | 189  |
|               | 2013 | 2015 | 2016 | 2017 | 2018 | 2019 | 2020 | 2021 | 2022 |